# ユニオン駅 (カンザスシティ)
ユニオン駅 (またはユニオン・ステーション、英語: Union Station)はミズーリ州カンザスシティ ウェスト・パーシング・ロード30にある駅。全米各地を結ぶ旅客鉄道のアムトラックが乗り入れている。

## 概要
現在の駅舎は1914年に使用が開始された。1985年までアムトラックが使用していたが、コスト削減のため近接する小さな駅舎に移った。1999年改修工事が終了し、2002年より再び駅舎として使用されるようになった。現在、当駅には駅としての機能のほか科学博物館、プラネタリウムやレストランなどが入居し使用されている。

## 利用可能な鉄道路線／列車
アムトラックのカンザスシティ・ユニオン駅に発着する列車は下記の通り。
シカゴとロサンゼルス間の夜行長距離列車サウスウェスト・チーフ号…1日1往復停車
カンザスシティとセントルイス間の昼行中距離列車ミズーリ・リバー・ランナー号…1日2往復発着

## ギャラリー

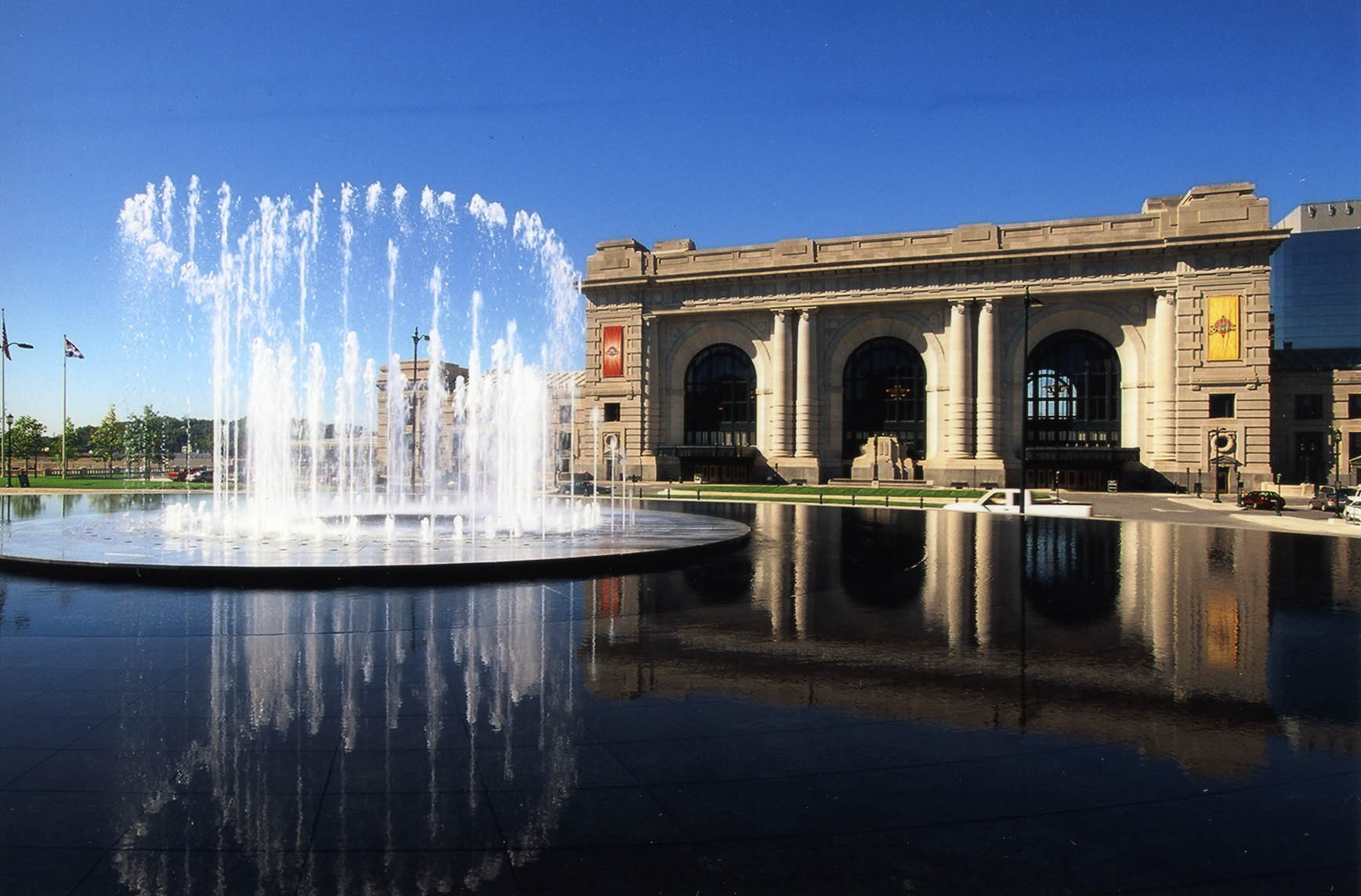
駅舎外観 2012年
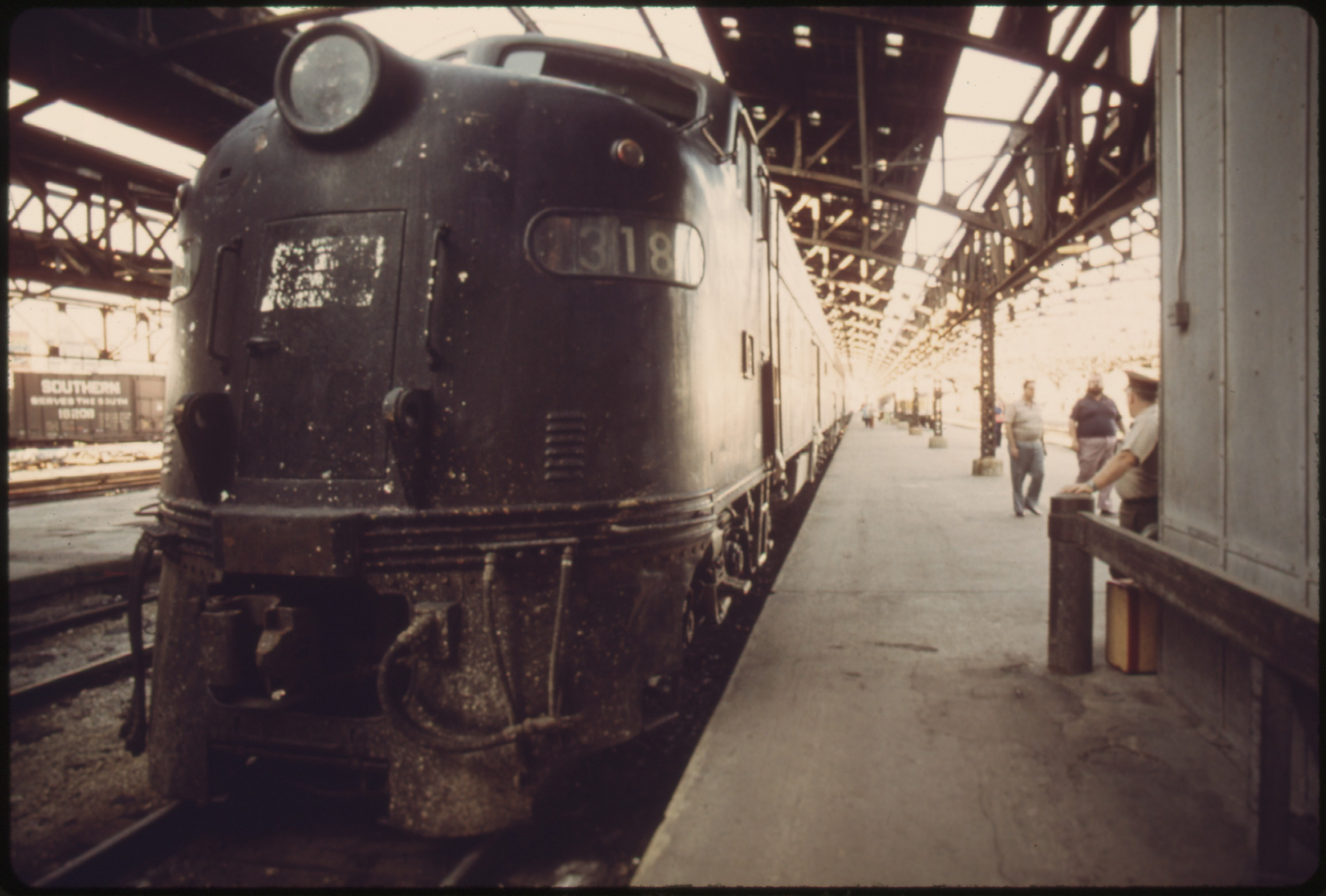
停車中の列車 1974年
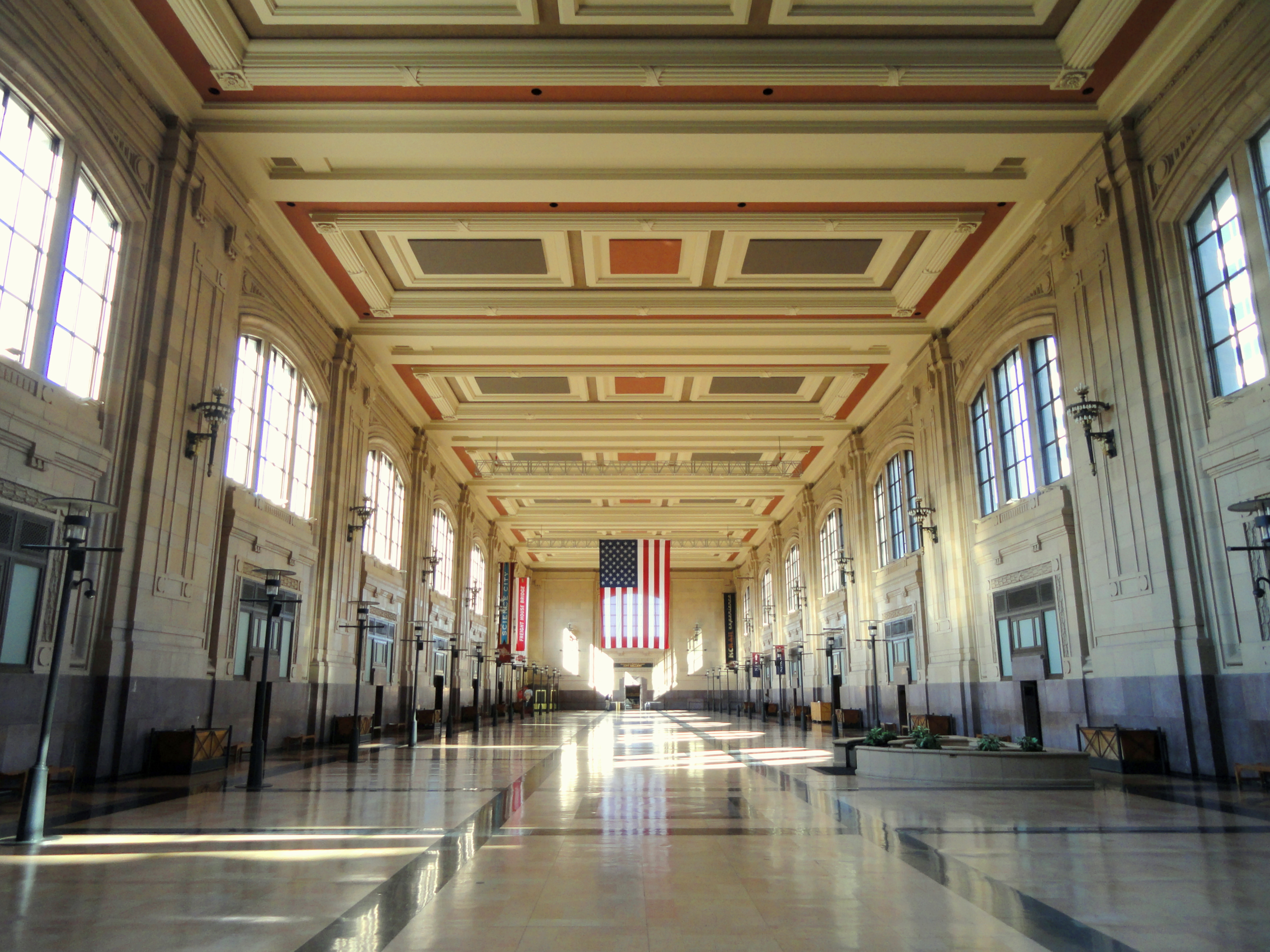
駅舎内 2011年
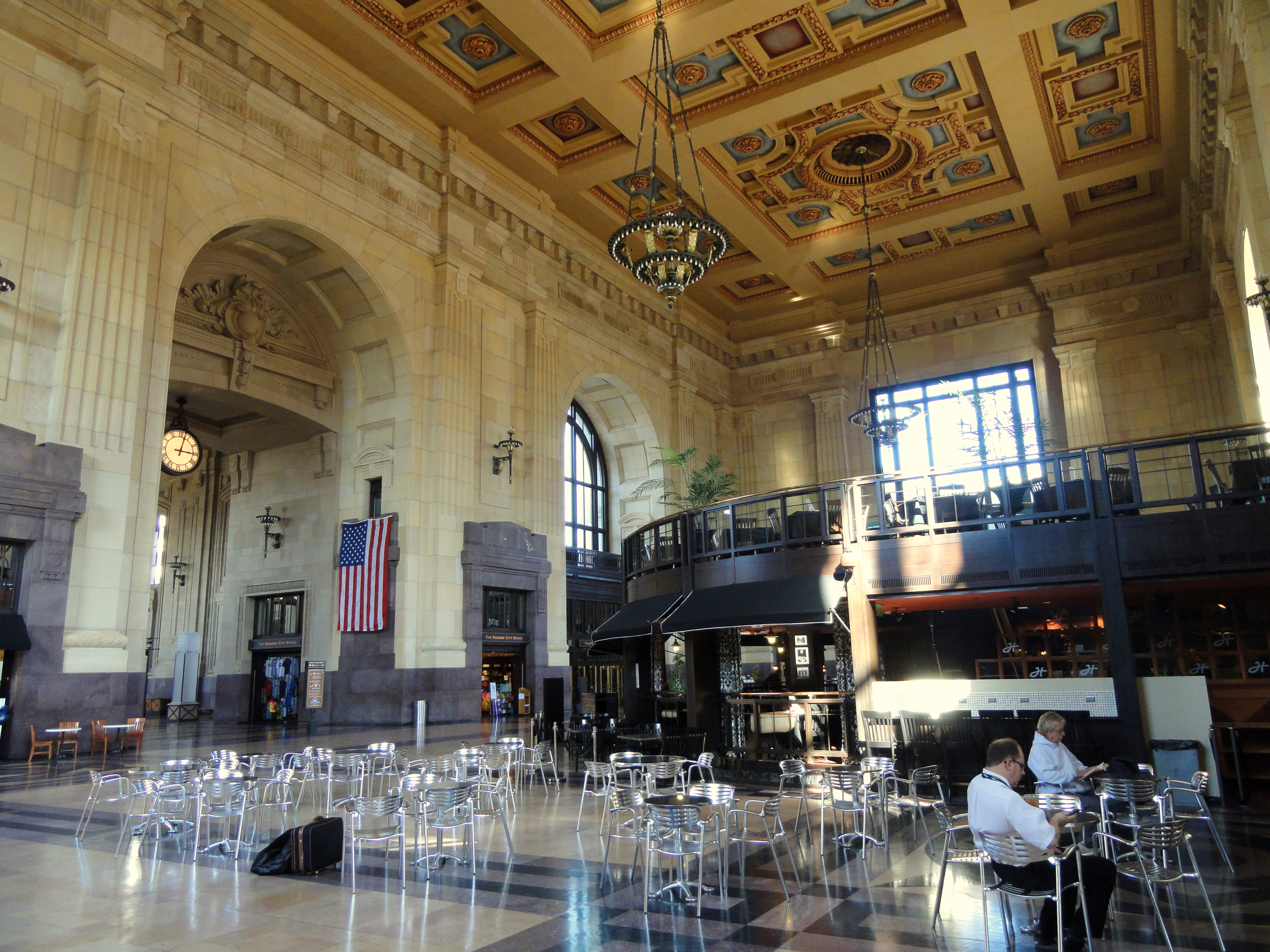
駅舎内 2011年
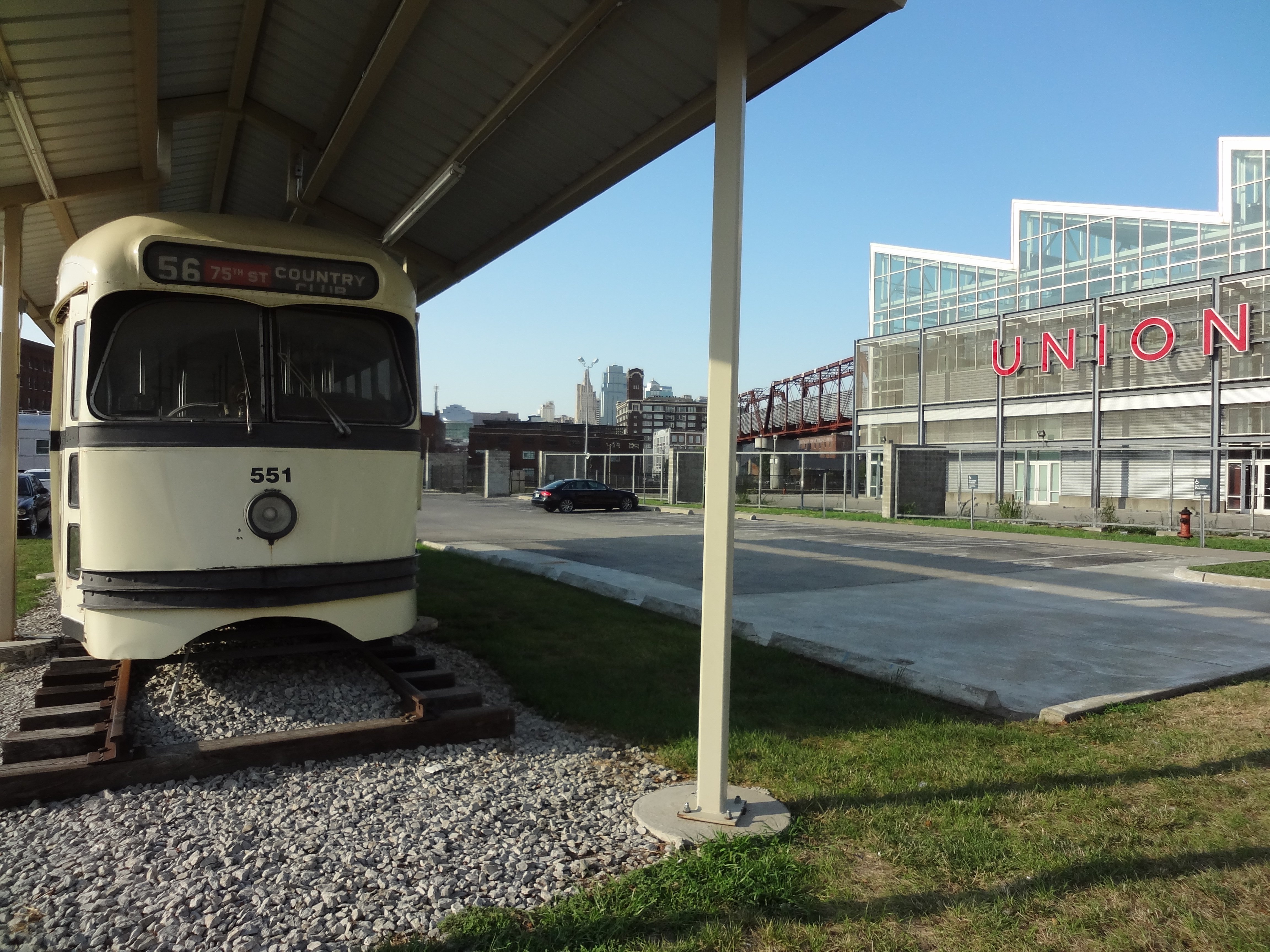
駅前に保存展示されているPCCカー 2011年